# 11292 Бундзісузукі
11292 Бундзісузукі (11292 Bunjisuzuki) — астероїд головного поясу, відкритий 8 вересня 1991 року.
Тіссеранів параметр щодо Юпітера — 3,214.